# Молебан
Молебан је православно црквено богослужење којим се молитвено обраћа Богу, Богородици или неком од светитеља. 
Молебни могу бити заједнички — у храму пре или после литургије, јутрења или вечерње службе — и лични — који се могу обављати и у кући по жељи верника.
Заједнички молебни могу бити:
- царски молебан, који се одржава у одређено време,
- молебан поводом празника храмова и храмовних слава,
- молебан поводом великих државних догађаја,
- молебан поводом општих недаћа.